# Jacques Galos
Pour les articles homonymes, voir Galos.
Jacques Galos est un financier et homme politique français né le 29 septembre 1774 à Arance et mort le 30 décembre 1830 à Paris.

## Biographie
Après avoir vécu plusieurs années à Pampelune, Jacques Galos s'établit comme négociant à Bordeaux en 1804. Il est l'un des fondateurs de la Caisse d'épargne de Bordeaux en 1819, puis directeur de la Banque de Bordeaux. En 1827, il devient membre de la Chambre de commerce. 
Il fait partie du cercle d'amis de Goya à Bordeaux et qui contribue à améliorer la situation financière du peintre. Goya, qui a peint son portrait en 1826, le mentionne souvent dans ses lettres à son fils Javier. Il acquiert une série de lithographies Les Taureaux de Bordeaux et est responsable de la gestion de l'héritage de Goya après sa mort. Lettres Goya témoignent de sa grande confiance en son ami.
Maître des requêtes au Conseil d'État et libéral bien connu, il est élu député de la Gironde après la révolution de juillet 1830, année au cours de laquelle il meurt à l'âge de 54 ans. Il siège dans la majorité soutenant la monarchie de Juillet.
Son fils Joseph Henri Galos épouse la dernière fille du général Foy, général d’Empire, et devient également député de la Gironde (de 1837 à 1848).

## Publications
- Observations soumises à la Commission d'enquête sur la question des sucres (1829)

### Sources
- « Jacques Galos », dans Adolphe Robert et Gaston Cougny, Dictionnaire des parlementaires français, Edgar Bourloton, 1889-1891 [détail de l’édition]